# Osiedle Nowe Winogrady Południe
Osiedle Nowe Winogrady Południe – osiedle samorządowe (jednostka pomocnicza gminy) Poznania (od 1 stycznia 2011 roku), obejmujące część Winograd.

## Granice administracyjne
Osiedle Nowe Winogrady Południe graniczy:
- z Osiedlem Winiary (granica - trasa PST)
- z Osiedlem Nowe Winogrady Północ (granica - al. Solidarności)
- z Osiedlem Stare Winogrady (granica - ul. Wilczak, ul. Słowiańska)

## Kultura

### Domy Kultury
- Osiedlowy Dom Kultury "Pod Lipami", aleja Pod Lipami 108A[3]
- Osiedlowy Dom Kultury "Słońce", os. Przyjaźni 120[4]

## Tereny zielone
- Park Władysława Czarneckiego
- Park Jurija Gagarina
- Park Kosynierów

## Siedziba Rady Osiedla
Adres rady osiedla
Szkoła Podstawowa nr 66 im. Marii Skłodowskiej-Curie, os. Przyjaźni 127, 61-684 Poznań .

## Komunikacja
Osiedle obsługują autobusy MPK Poznań linii 169, 171, 174, 182 i 190 oraz linie nocne 214 i 224.